# Hårteigen
Hårteigen – szczyt w zachodniej części płaskowyżu Hardangervidda w południowo-zachodniej Norwegii.

## Geografia
Szczyt (1690 m n.p.m. ) w zachodniej części płaskowyżu Hardangervidda – jedno z jego najbardziej charakterystycznych wzniesień . Zbudowany jest z gnejsów prekambryjskich . 
Przy dobrej pogodzie widoczny jest z każdego miejsca na płaskowyżu . Przez wieki służył wędrowcom za stały punkt orientacyjny; nazywany jest „szarym drogowskazem” .
Administracyjnie Hårteigen leży w okręgu Vestland, na terenie gminy Ullensvang . 